# 洞察号火星探测器
洞察号（英語：InSight）是一颗用于研究火星行星内部结构的火星无人着陆探测器。着陆器由洛克希德马丁公司制造。洞察号名字来自其全名「運用地震調查、測地學與熱傳導對火星內部進行探測」（Interior Exploration using Seismic Investigations, Geodesy and Heat Transport，縮寫簡稱InSight）的首字母缩写。
洞察号的任务是将一个装载有地震仪及热流侦测器的固定式登陆载具发射到火星表面，这个固定式登陆器SEIS是由法国国家太空研究中心（CNES）生产，并利用德國航空太空中心（DLR）製造的HP3热传感探头来测量火星地质结构的导热，以此研究火星的地质演化。这可以带来对太阳系类地行星的新认识。为了降低洞察号的成本和风险，洞察号将使用与2008年登陆火星的凤凰号相同的设计和技术。
洞察号最初计划于2016年3月发射。然而，在发射前SEIS仪器发生故障失效，发射窗口也存在着问题，洞察号被送回位于科罗拉多州丹佛市的洛克希德马丁公司工厂进行调整。之后，NASA官方决定将额外花费约1.5亿美元对洞察号进行调整，洞察号的成本将从之前的6.75亿美元增加到8.3亿美元，并于2018年5月5日11:05在美国加州中部的范登堡空军基地成功发射。在2018年11月26日19:52:59，洞察号经过近3亿英里（4.58亿公里）的旅程，成功降落在火星表面的埃律西昂平原上，它将部署地震计与热挖掘探头，并展开无线电科学实验装置，以补充对火星内部结构的研究。该任务由NASA的喷气推进实验室进行管理。

## 历史

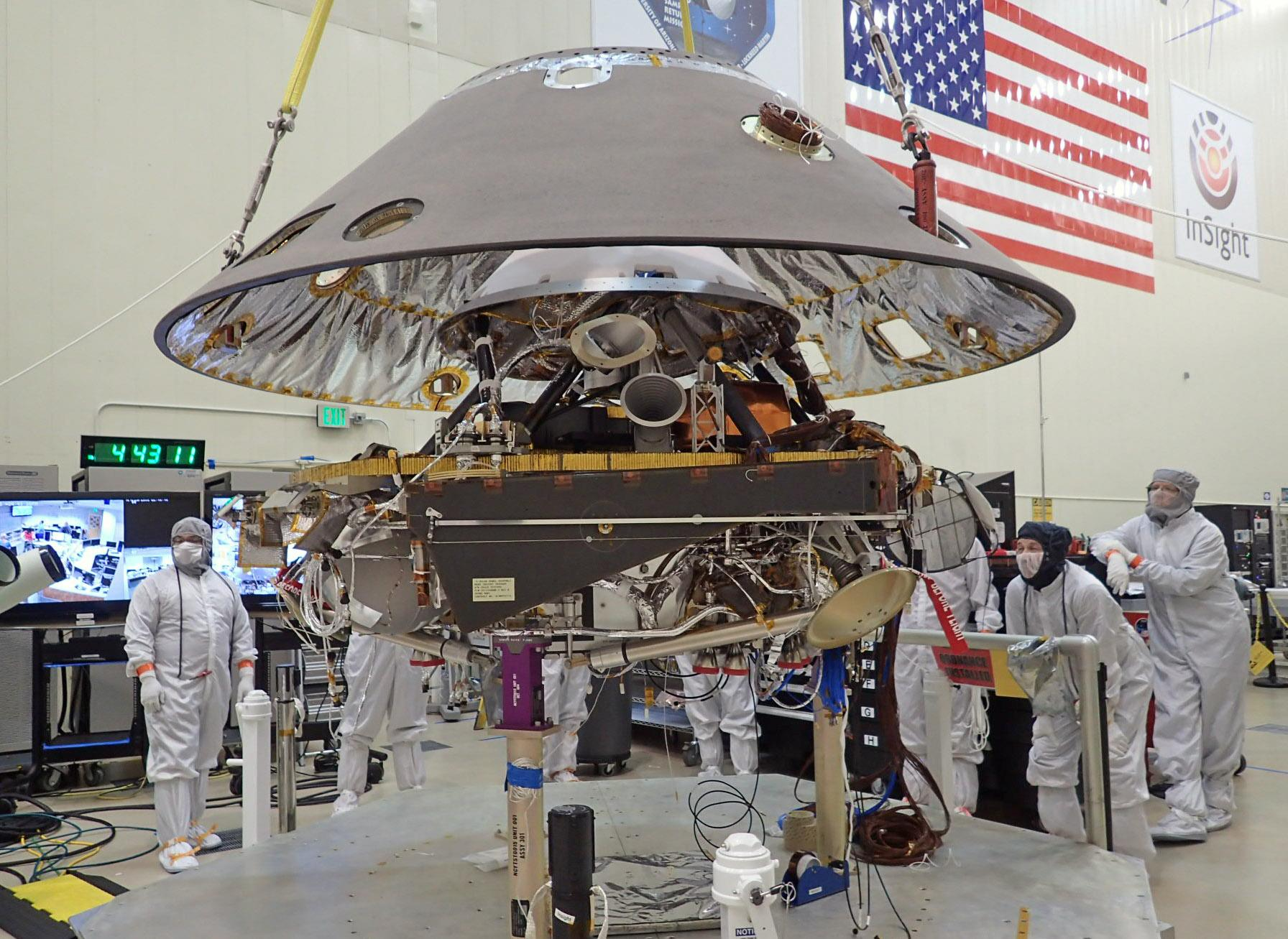
在2015年将后盖和表面着陆器连接的洞察号

该项目一开始被称为火星物理监测站（Geophysical Monitoring Station，縮寫簡稱GEMS），但应NASA要求在2012年更改为现名。在2010年的28个提案当中，它是于2011年5月被发现计划选中的3个提案之一，每个被选中的提案都获得3百万美元经费进行详细的概念研究。2012年8月，洞察号脱颖而出成为最终被选中的提案进行开发。此任务由喷气推进实验室(JPL)管理，有多国科学家参与，而不包括发射火箭载具在内的经费限制在4.25亿美元以内。
洛克希德马丁公司于2014年5月19日开始建造着陆器，并于2015年5月27日开始对着陆器进行测试。
而由法国国家太空研究中心（CNES）供应的被称为火星內部結構地震實驗儀（SEIS）的持续真空泄漏导致NASA宣布推迟洞察号发射计划。此后，NASA的喷气推进实验室接管了SEIS真空容器的开发，而CNES则负责处理仪器集成和测试。洞察号被推迟后，其余的部件全部被送回位于科罗拉多州的洛克希德马丁公司工厂，而用于发射该航天器的宇宙神5型运载火箭则被分配到地球觀測衛星WorldView-4的任务中。
之后，NASA官方于2016年3月9日宣布，将额外花费约1.5亿美元对洞察号进行调整，洞察号的成本将从之前的6.75亿美元增加到8.3亿美元，并预计于2018年5月发射，于11月26日进行火星着陆。而飞行计划保持不变，继续使用加州范登堡空军基地的宇宙神5型运载火箭进行发射。NASA的喷气推进实验室的任务是为SEIS仪器重新设计并建造一个新的真空外壳，同时交由CNES进行仪器集成和测试。
2017年11月22日，洞察号完成了被称为TVAC测试的热真空测试，航天器在模拟空间条件下已经可以承受减压和各种热负荷。2018年1月23日，经过长期存放后，再次对洞察号的太阳能电池板进行了部署和测试，含有公众名字的硅芯片也被添加到着陆器中。
2018年2月28日，洞察号通过C-17货机从丹佛的洛克希德马丁太空系统公司运送到加利福尼亚州范登堡空军基地，并准备与运载火箭进行整合。2018年5月5日，洞察号发射，并于2018年11月26日19:54抵达火星表面。

### 任务阶段
2018年11月26日，NASA表示洞察号着陆器已成功降落在火星上，并接收到着陆图像。该图像展示的是远处的火星地平线，由于拍摄时半透明的防尘盖尚未去除，因此可以看到沾满尘埃的镜头画面。在未来几天内，该防尘盖将连同另一架相机的防尘盖一同取下。
五小时后，在美国东部时间晚上8:30，NASA的火星奥德赛号轨道飞行器传来了中继信号，表明洞察号的太阳能电池板已成功展开并正在发电。奥德赛号还传回了一组显示洞察号周围着陆点的图像。之后洞察号将进行立体拍摄，以创建3D图像，允许洞察号找到放置热探测器和地震计的最佳位置。在未来几周内，洞察号将持续监测着陆点周围的天气和温度状况。
洞察号的气象套件（TWINS）和磁力计可进行远程操作，但在着陆后十周内并不会启用，而且任务还将需要三个月来部署和调试科学仪器。
2019年4月6日，洞察号上的地震实验仪（SEIS）探测到火星的地震，为人类首次。
2021年1月9日，NASA团队宣布，由于遇到土质问题导致“热传感物理特性箱”的钻头挖掘打滑而无法继续钻探至所需深度，宣布该科学探测组件任务失败。
由于火星上的沙尘逐渐覆盖洞察号的太阳能发电板，导致电力输出下降，存储电量也逐步耗尽，在连续两次和其进行联系失败后，NASA宣布洞察号因为电力耗尽于2022年12月21日结束任务。

## 目标
洞察号的主要目标是研究火星 

地球、火星和月球内部结构的模擬圖

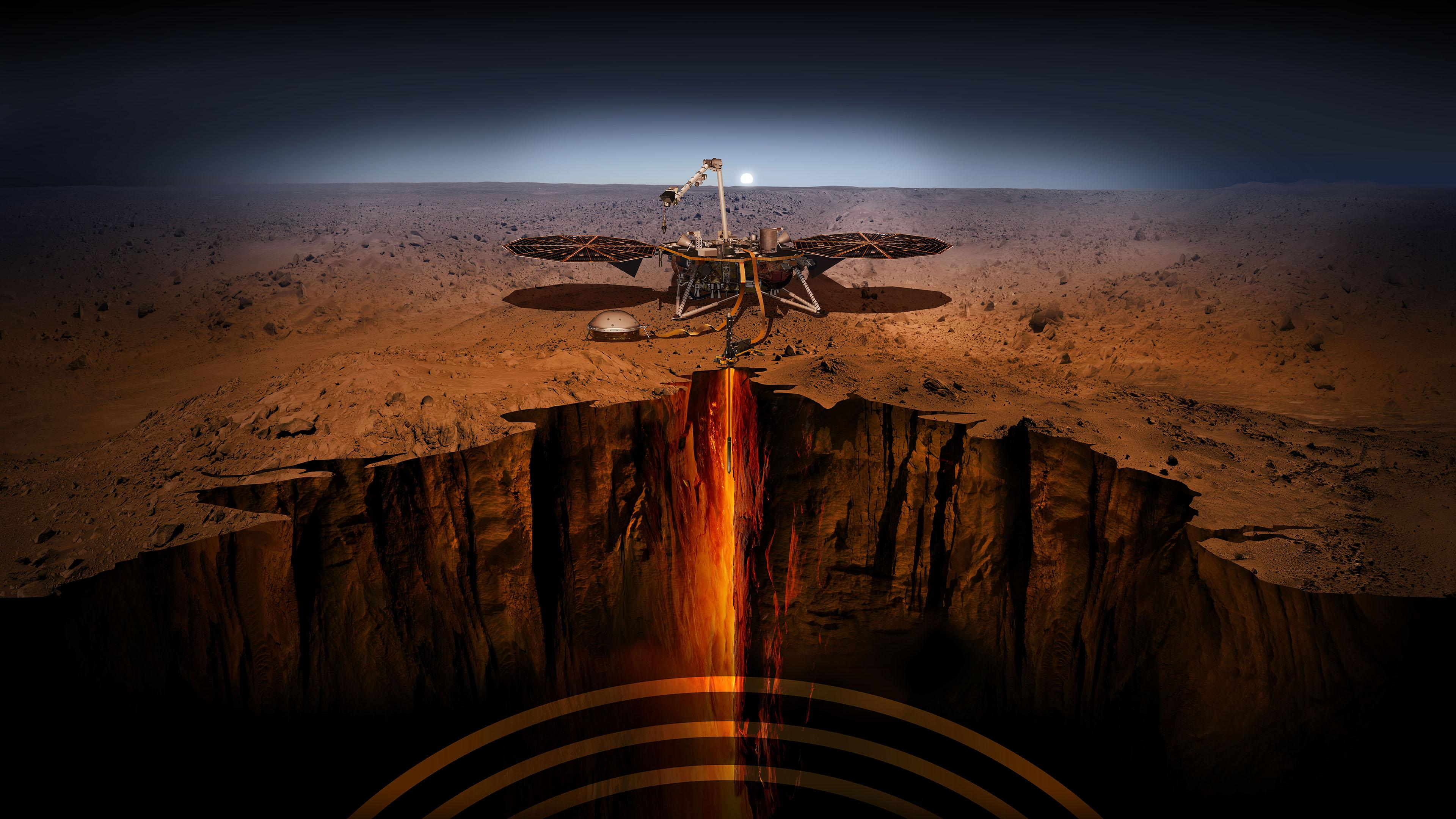
洞察号運作中的想像圖

洞察号在火星上放置了一个固定的着陆器，用来研究其深层内部地质结构，以此探究内太阳系类地行星在40多亿年前的形成过程和演变历史。通过探究火星核心、地幔和地壳的大小、厚度、密度和整体结构，以及行星内部热量逸散的速度，洞察号将带我们简易了解内太阳系类地行星的演变过程。类地行星有着类似的形成方式，开始于一个叫吸积的过程。随着原行星尺寸的增加，它的内部受到压力变热，并逐渐发展成为一个包含核心、地幔和地壳的陆地行星。尽管这些类地行星有着类似的形成方式，但每个陆地行星后来的分化过程我们却知之甚少。洞察号的任务是通过测量火星内部构成，了解火星演化并与地球对比，进而探究类地行星演化的异同点。
洞察号在执行任务期间将探测火星的地震活动，测量来自内部热量的热流率，以此估计火星核心的大小以及核心是液体还是固体，这都将是人类首次获取这类数据。在火星上洞察号预计每年将探测到10-200个流星爆炸气流，这些气流将提供额外的地震声信号，以此进一步探测火星内部。洞察号次要目标是深入研究地质物理学，并分析火星上的构造活动和陨石对火星的撞击影响，从而了解地球上同样过程的影响。洞察号采集的数据同现有数据相比，其地壳厚度，地幔粘度，岩心半径和密度以及地震活动精确度都将提升3倍至10倍。
就行星形成过程而言，火星是最适合的，同卫星相比，火星足够大，足以经历类地行星的早期吸积和内部加热阶段，但同其他类地行星相比也足够小，可以最大限度地保留这些过程的迹象。
登陆后，洞察号将需要三个月的时间来部署科学仪器。之后它将开始观察火星的任务，预计将持续两年。

## 设计

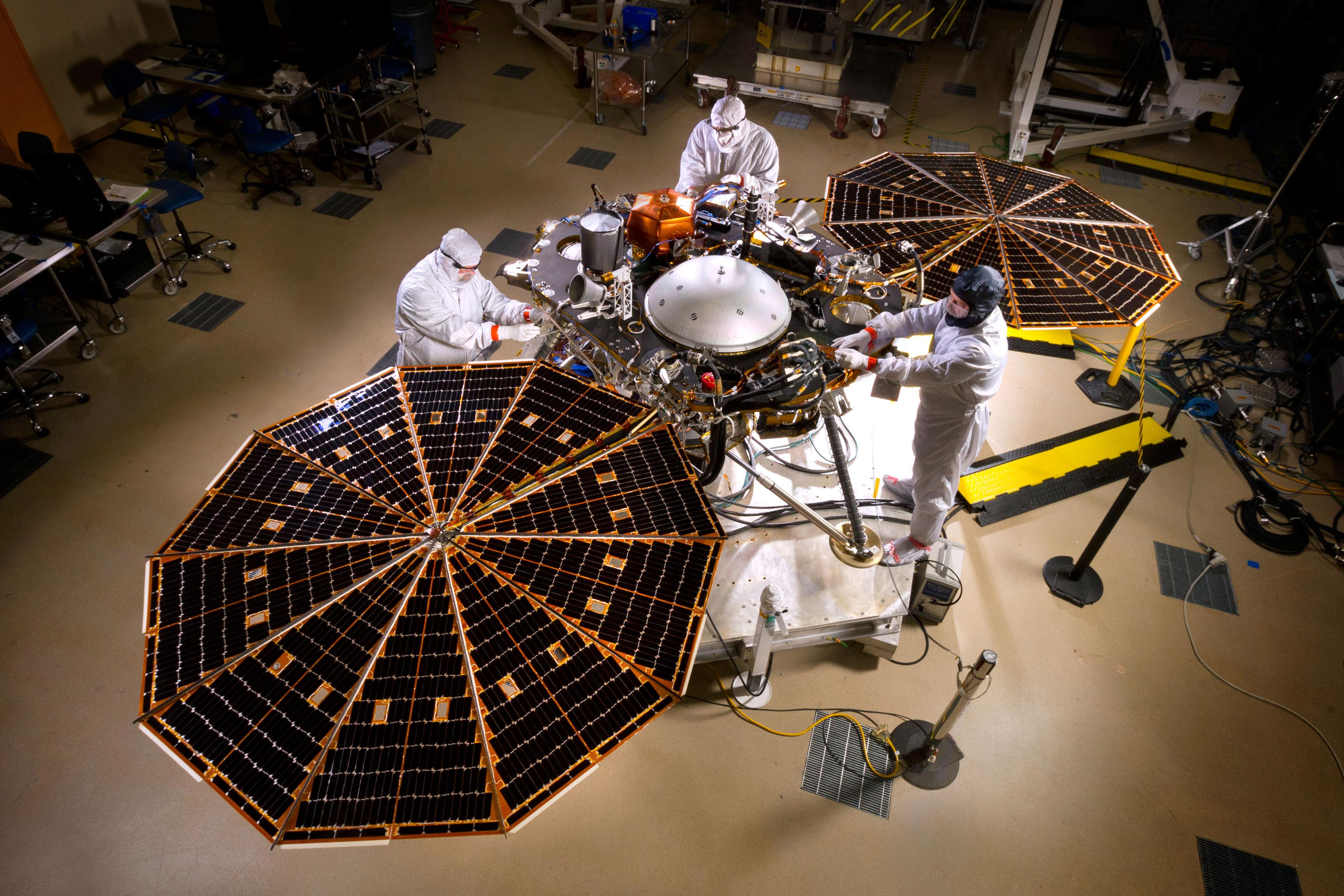
尚在無塵室內進行太陽能板調整的洞察號。2015年攝於洛克希德·馬丁太空系統部門丹佛總部

洞察号登陆载具的设计将基于凤凰号。其电源来自太阳能电池板，并且将降落于接近赤道处，以实现最大功率，使寿命预期可达2年（一个火星年）。随洞察号发射的，还有两个微型迷你卫星（MARCO），它们将作为洞察号的通讯中转站。

### 规格：
质量
- 总计: 694（1,530磅）[1]
  - 着陆器：358（789磅）[1]
  - 减速伞：189（417磅）[1]
  - 巡航平台：79（174磅）[1]
  - 推进剂和加压剂：67（148磅）[1]
  - MARCO迷你卫星：每个13.5千克（30磅）[1]

外形尺寸
太阳能电池板展开后宽约6.0米（19.7英尺）。盖板宽约1.56米（5.1英尺），高0.83至1.08米（2.7至3.5英尺）（由于着陆器支架可以压缩大小可随时变化）。机械臂长度为2.4米（7.9英尺）。
供电
电力来源于两个圆形太阳能电池板，每个直径为2.15米（7.1英尺），是由被諾斯洛普·格魯曼收购的轨道阿连特公司所生产的多结光伏电池组成，电池采用超柔性材料，主要成分为磷化铟镓/砷化铟镓/锗。在火星表面着陆后，电池板会像折扇一样展开。

## 设备

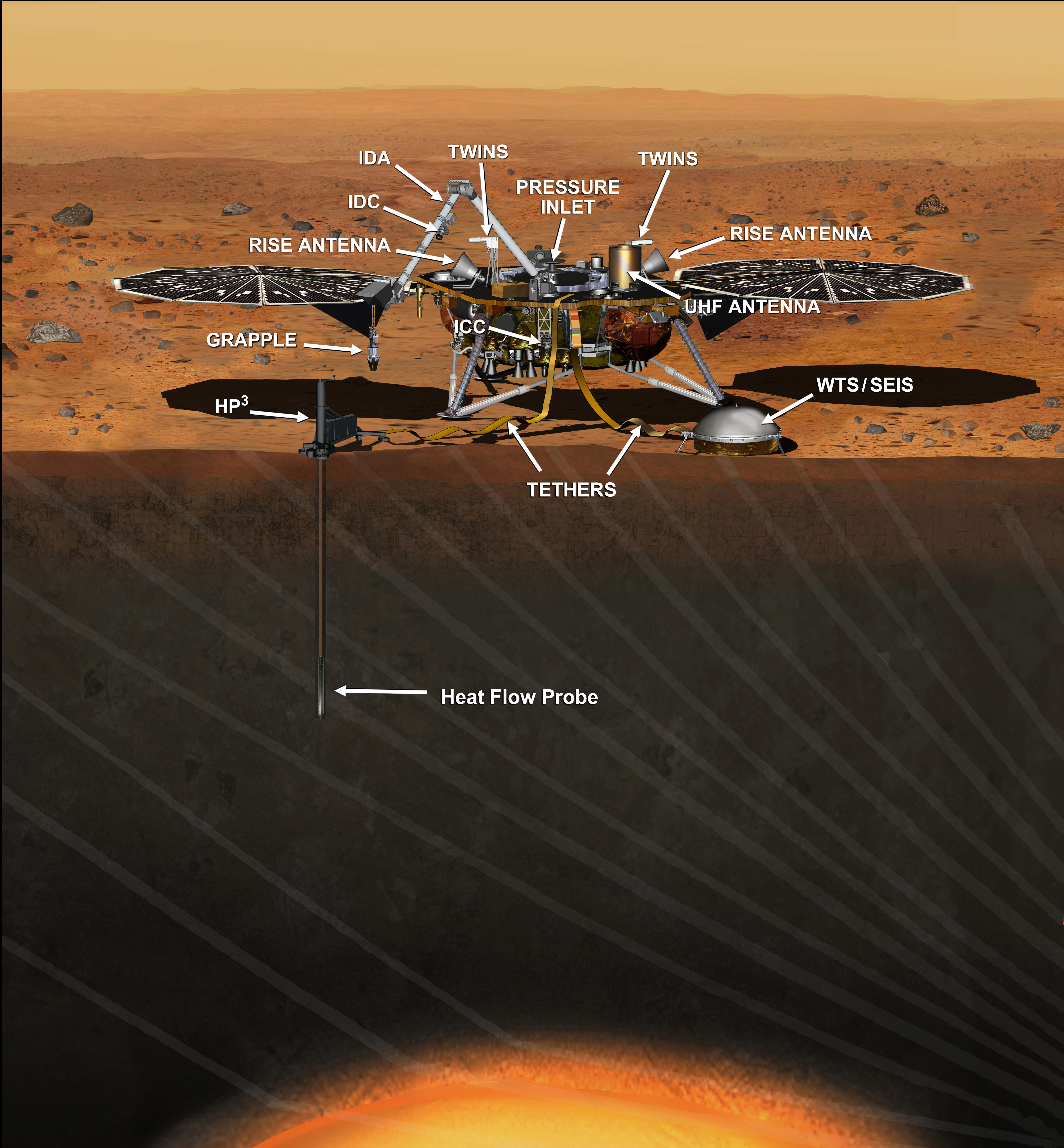
洞察号着陆器的标记仪器

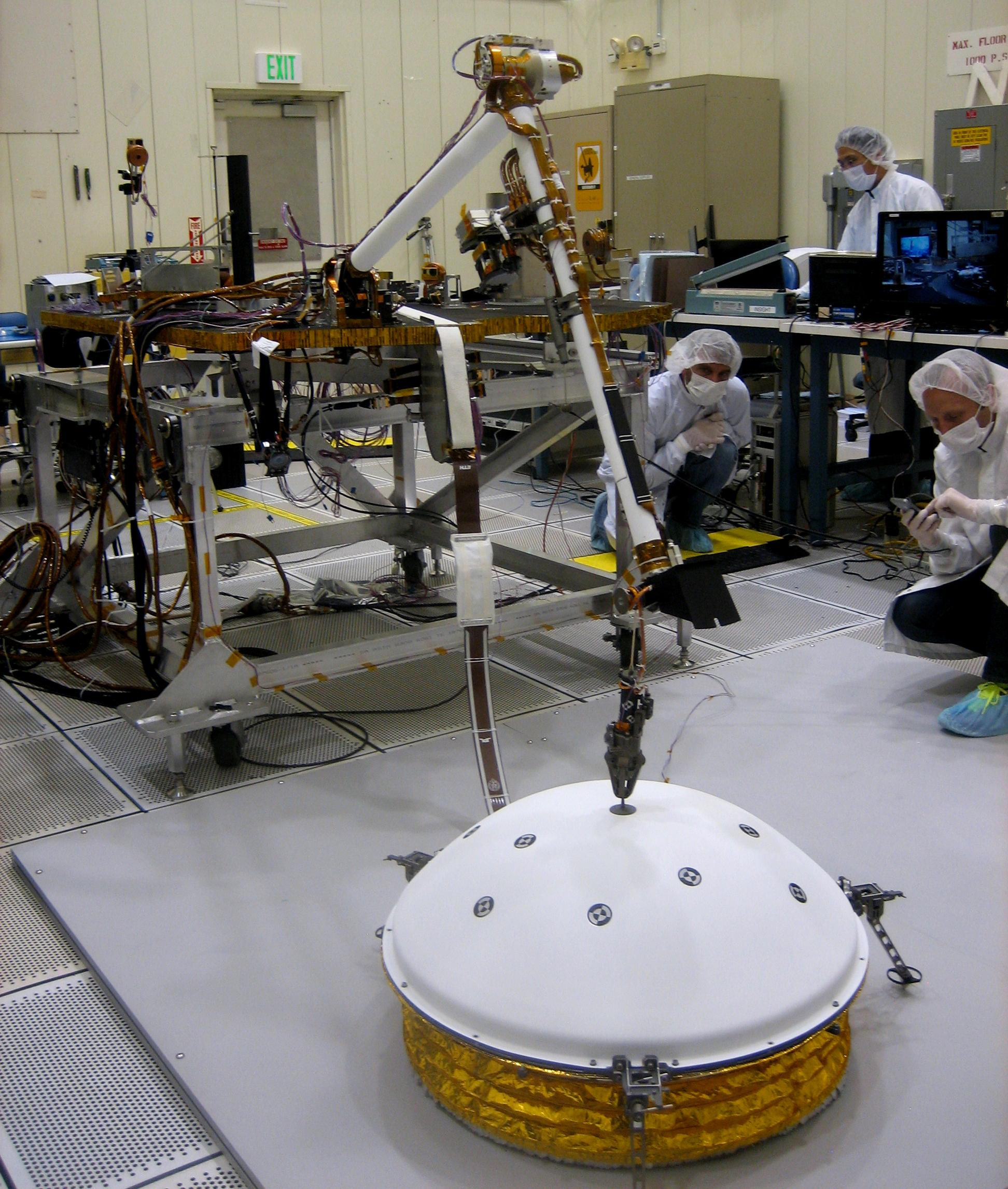
正在用于测试的洞察号仪器展开臂

洞察号装备总重量为50千克，包括科学仪器和辅助系统，如辅助传感器套件，摄像机，仪器部署系统和激光反射器。有效科学仪器主要有两个，内部结构地震实验仪（SEIS）和热传感物理特性箱（HP3）：
- 内部结构地震实验仪（SEIS）将精确测量火星上的地震和其他内部活动，以便能更好地了解火星的历史和结构。此外，它还将研究陨石撞击对火星地壳和地幔的影响，这为火星的内部结构提供了线索。[53][54][55]SEIS由法国国家太空研究中心（CNES）提供，除此之外，巴黎全球物理研究所（IPGP）、苏黎世联邦理工学院（ETH）、马克斯·普朗克太阳系研究所（MPS）、伦敦帝国学院(ICL)、法国高等航空航天学院（ISAE）、喷气推进实验室(JPL)等也参与了研究工作。[56][57]地震计还将探测来自火星的大气波和来自火星卫星火卫一的重力信号（潮汐力），最高可探测达到50Hz的高频地震波。[58][59]之后，内部结构地震实验仪（SEIS）发现存在持续真空泄漏，导致洞察号任务被迫推迟两年。[28]

SEIS仪器还装备了一套气象工具，用来探测影响实验的大气扰动。这些工具包括：
1.由加州大学洛杉矶分校提供的矢量磁力计，它将测量由火星电离层或太阳风引起的磁场干扰；
2.由西班牙和芬兰研究的探测车环境监测站，包含气温、风速和风向传感器;
3.由JPL提供的气压计。
- 热传感物理特性箱（HP 3）是由德国航空航天中心（DLR）提供的一种自穿透热传感探头。[49][59][62][63]它也被称为“自锤钉子”，绰号为“鼹鼠”，它预计将在火星地表下5米（16英尺）处挖洞，同时在其尾部带有嵌入式热传感器，可测量热量流经火星核心的速率，从而揭示有关行星内部演变的信息。[49][59][62][63]它包含精确的温度传感器，每隔10厘米（3.9英寸）就对地下的温度分布进行一次测量。[59][64]尾部的拖拽装置是由波兰Astronika公司提供。[65]
- 自转和内部结构实验仪（RISE）是由喷气推进实验室（JPL）领导的一项无线电科学实验装置，它将通过着陆器发射的X带微波无线电进行分析，从而提供精确的火星自转测量，以便更好地了解火星内部。[66]根据之前的海盗号和探路者号数据的基础，[59]洞察号X带微波无线电跟踪的结果精度误差将被控制在2厘米以内，此外，在洞察号进一步探测后，火星章动的振幅也可以被确定。[59]一旦更准确地确定自转旋转轴方向、进动和章动振幅，就可以计算出火星核心和地幔的大小和密度，[59]从而对类地行星的形成有着更为清楚的理解。[59]
- 天气和环境感应器（TWINS）是由西班牙国家研究委员制造的，它将对着陆点周围的天气、温度和风速风向进行监测。[47][60]

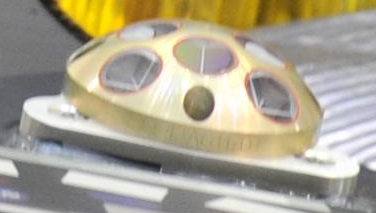
洞察号的激光反射器

- 激光反射器（LaRRI）是由意大利航天局提供的角反射器，它被装在洞察号的最顶层。[67][68]即使在着陆器退役之后，它也能够通过轨道器进行无源激光测距，[69]并作为拟定的火星轨道运转网络的节点。[70]该装置曾被装在斯基亚帕雷利EDM登陆器上作为着陆激光反射调查器（INRRI），其本身是个直径54毫米（2.1英寸），质量为25克（0.9盎司）的铝质圆顶，拥有8个二氧化硅反射器。[69]
- 仪器展开臂（IDA）是一个2.4米的机械臂，用于将SEIS和HP3部署到火星表面。[61]它也可以用于展开IDC相机。
- 仪器部署摄像机（IDC）是曾在火星探测漫游者和火星科学实验室计划中使用的彩色导航摄像机。它被安装在仪器展开臂上，将对着陆器上的仪器进行成像，并提供着陆点周围地形的立体视图。它具有45度角的视野，并使用1024×1024像素的电荷耦合器件探测器捕捉图像。[71]为获得最佳分辨率，IDC传感器最初设计是黑白色传感器，后来由于开发期限和预算得到满足，且避险相机达到测试标准，IDC最终被替换为彩色传感器。[72]
- 背景摄影机（ICC）是也是曾在火星探测漫游者和火星科学实验室计划中使用的避险彩色相机。它被安装在着陆器表面的下面，并拥有视角为120度的广角全景摄像机，提供仪器部署区域的互补视图。同IDC一样，它也使用了1024×1024像素的电荷耦合器件探测器。[71]

## 发射

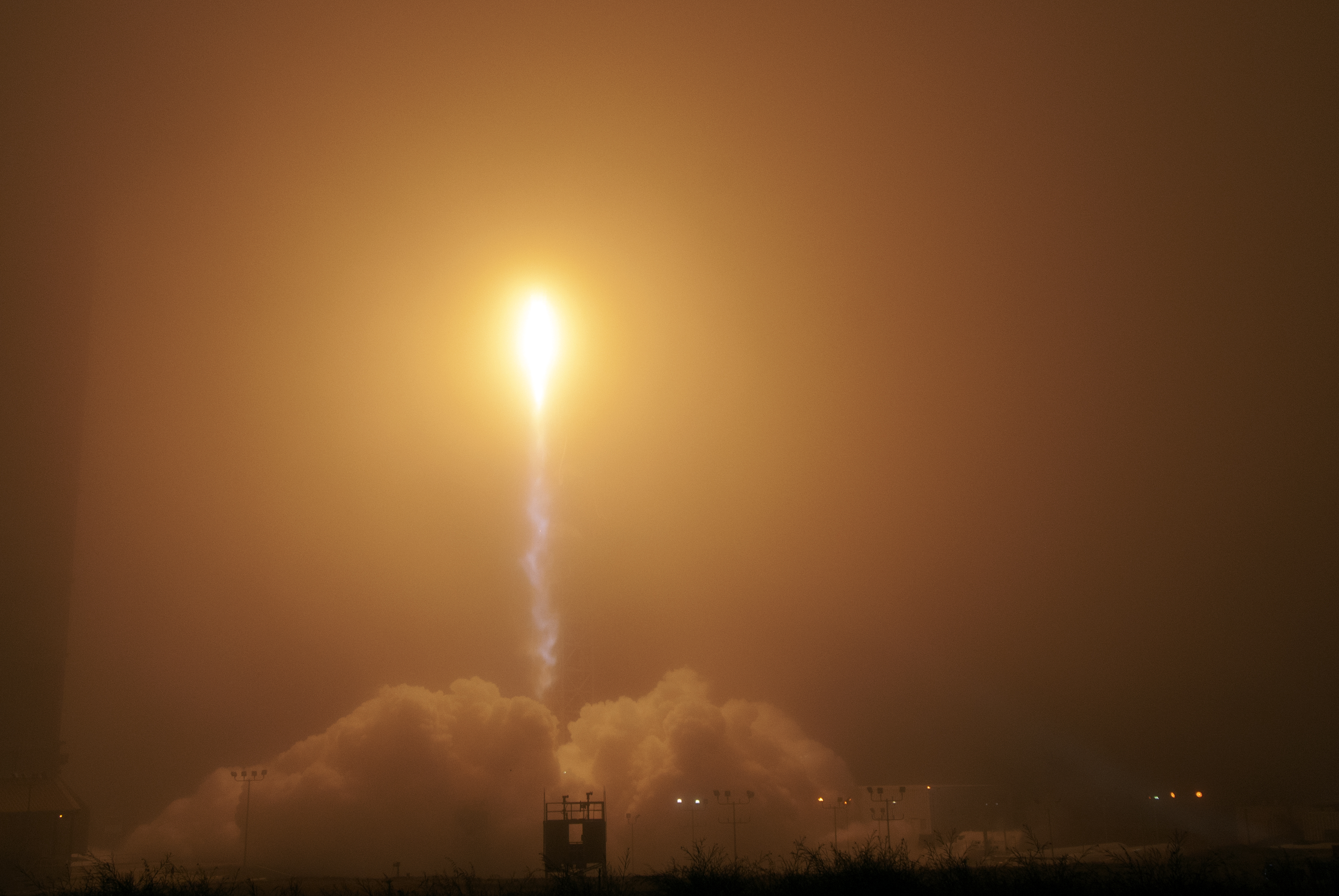
正在发射的洞察号

2018年5月5日-11月26日期间的洞察号轨迹图
洞察号·
地球·
火星

洞察号于2018年5月5日11:05在范登堡空军基地的第三（东）发射场由宇宙神5型运载火箭成功发射。这也是从加利福尼亚州发射的第一个行星际飞行任务。
该项发射计划由NASA负责管理。洞察号原定于2016年3月4日从范登堡空军基地发射，但由于SEIS仪器上的持续真空泄漏，已于2015年12月被取消，新安排的任务将于2018年5月5日。
在2018年11月26日，在耗时6.54个月，跨越4.84亿公里（3.01亿英里）后，洞察号登陆成功，将开始为期三个月的部署阶段，之后将开始为期两年（约一个火星年）的任务。

## 着陆位置
由于洞察号的科学目标与火星特定表面特征无关，因此潜在着陆地点的选择主要是基于实用性的考量。登陆地点选择条件为：接近火星赤道以确保整年充足的阳光供太阳能板发电，位于低海拔以确保在进入大气层后，登陆之前有足够时间进行大气刹车，平坦少岩石以减低登陆时遇到困境的机率，以及够松软的地质使热流探测器能深入地层内。
由于埃律西昂平原完全符合上述要求的最佳选择，因此所有22个最初登陆位置都位于此区域。其他唯二位于赤道且低海拔的区域，伊希地平原及水手峡谷的岩石都太多了，此外水手峡谷的地形梯度太陡，无法确保安全着陆。在2013年9月，最初的22个候选地点减少到仅剩4个，火星侦察轨道器将观测此四个地点取得更多资讯，直到确定最终地点为止。每个地点都由一个着陆椭圆组成，这个尺寸大约是130×27公里（81×17英里）。
2017年3月，喷气推进实验室的科学家宣布着陆点已经确定。它位于埃律西昂平原西部，北纬4.5°东经135.9°的位置。登陆点位于好奇号火星车在盖尔撞击坑着陆区域以北约600公里（370英里）。

### 着陆
2018年11月26日19:54，洞察号成功登陆于埃律西昂平原。将开始为期三个月的部署阶段，之后将开始为期两年（约一个火星年）的任务。

### 探勘
2018年12月7日，洞察號首次捕捉到火星的風聲。

### 每日播报
美国航天局从2019年2月19日开始根据“洞察”号无人探测器提供的数据在网上发布火星每日天气报告，提供火星气温、风速、气压等信息。

## 微型卫星
MarCO是一对立方体卫星，来帮助洞察号在进入、下降和着陆阶段进行中继实时通信（8分钟延迟）。两颗命名为MarCO A和B的卫星是完全一样的。它们大小为30厘米×20厘米×10厘米(11.8英寸×7.9英寸×3.9英寸)，并进行互补飞行。两颗微型卫星连同洞察号一起发射，之后它们与巡航平台分离，并从登陆器两侧飞向火星。在洞察号进去大气时，它们没有进入轨道，而是在火星上方飞行，并与洞察号实时传输信号。

## 参与团队

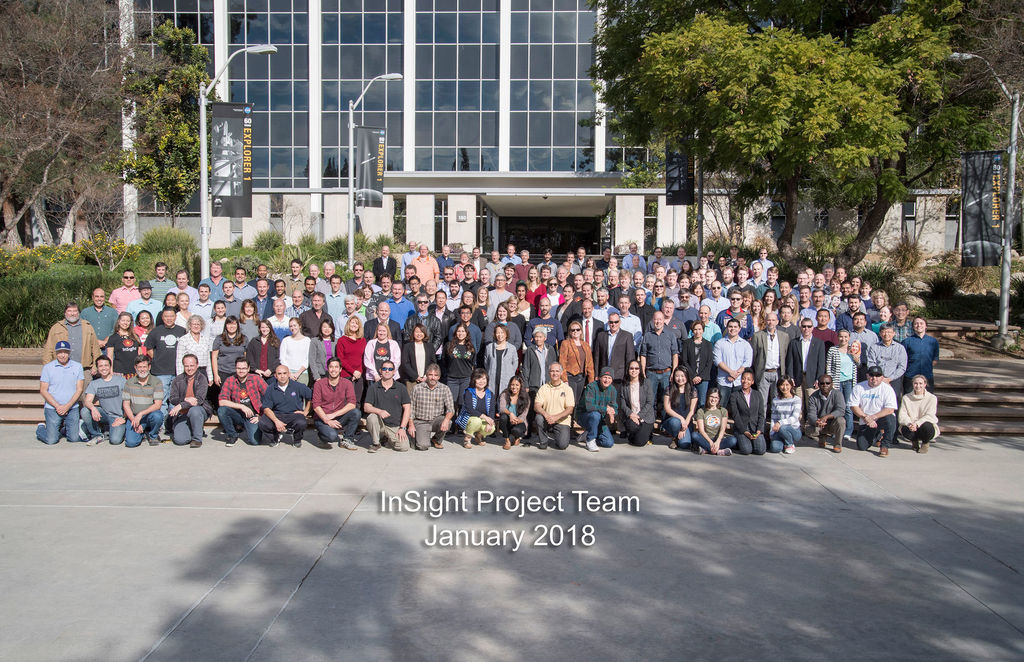
洞察號團隊在美國太空總署噴射推進實驗室前合影

洞察号的科学和工程团队十分强大。他们由来自美国、法国、德国、奥地利、比利时、加拿大、日本、瑞士、西班牙、波兰和英国等各个机构和领域科学家组成。
领导火星探测漫游者计划的科学家 W.布鲁斯·巴内特是洞察号计划的主要研究者，并参与了SEIS仪器的研发。苏姗妮·斯姆雷卡尔对行星的演化进行了广泛的研究，并参与设计了热流量仪器，是HP3仪器的主要领导者。RISE的首席研究员则是来自JPL的威廉·福克纳。洞察号的任务团队还包括项目经理汤姆·霍夫曼和项目副经理亨利·斯通。
主要国家机构：
- 美国国家航空航天局（NASA）
- 法国国家太空研究中心（CNES）
- 德国航空航天中心（DLR）
- 意大利航天局（ASI）

其他贡献机构：
- 喷气推进实验室（JPL）
- 洛克希德马丁公司（LMT）
- 巴黎全球物理研究所（IPGP）
- 苏黎世联邦理工学院（ETHZ）
- 马克斯·普朗克太阳系研究所（MPS）
- 伦敦帝国学院（ICL）

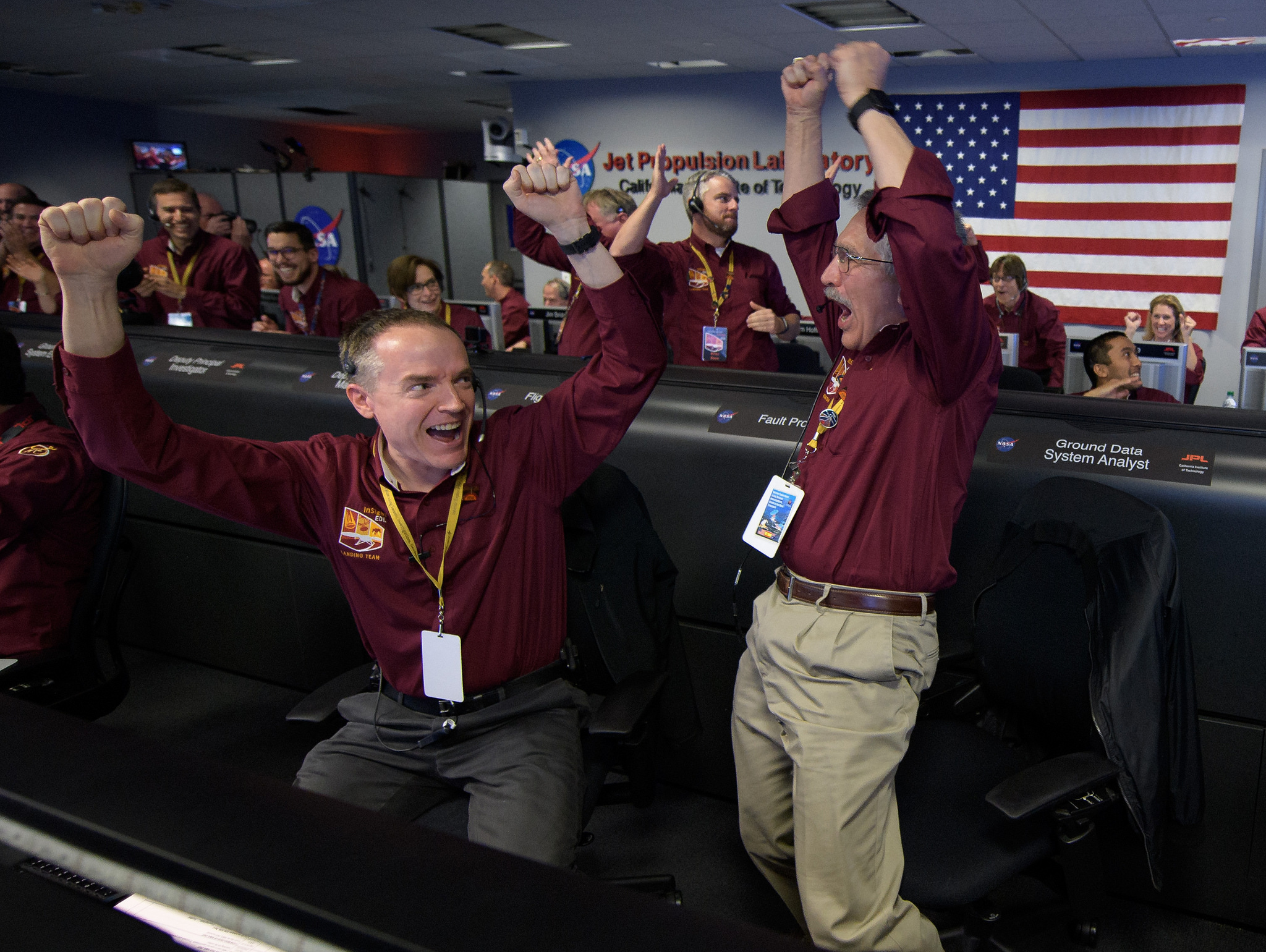
2018年11月26日，NASA工作人员庆祝洞察号着陆成功

- 法国高等航空航天学院（ISAE-SUPAERO）
- 牛津大学（Oxford）
- 西班牙天体生物学中心（CAB）
- 波兰科学院空间研究中心（CBK）

## 姓名芯片
作为公众宣传活动的一部分，NASA组织了一项计划，让公众可以在洞察号上将他们的名字发送到火星上。由于之前的推迟发布，共进行了两轮注册，在2015年登记了826923个名字，2017年又增加了1602884个名字，共计达2429807个名字。全部通过电子束蚀刻到大小为8mm（0.3英寸）硅晶片中，每个字母蚀刻宽度只有头发宽度的1/1000。第一块芯片于2015年11月安装在着陆器上，第二块芯片于2018年1月23日安装。

## 图像

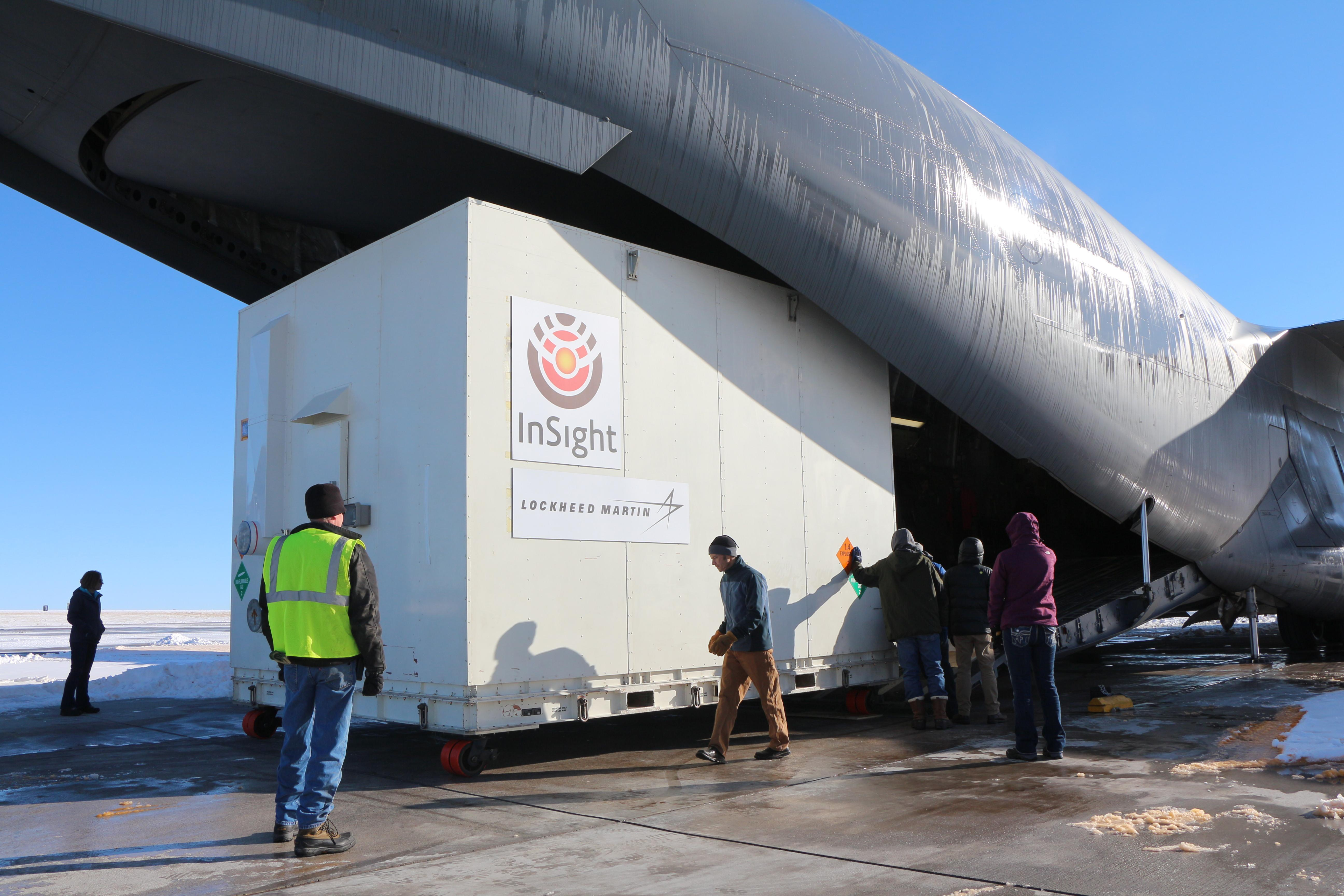
洞察号被装入波音C-17，准备前往加州的发射中心
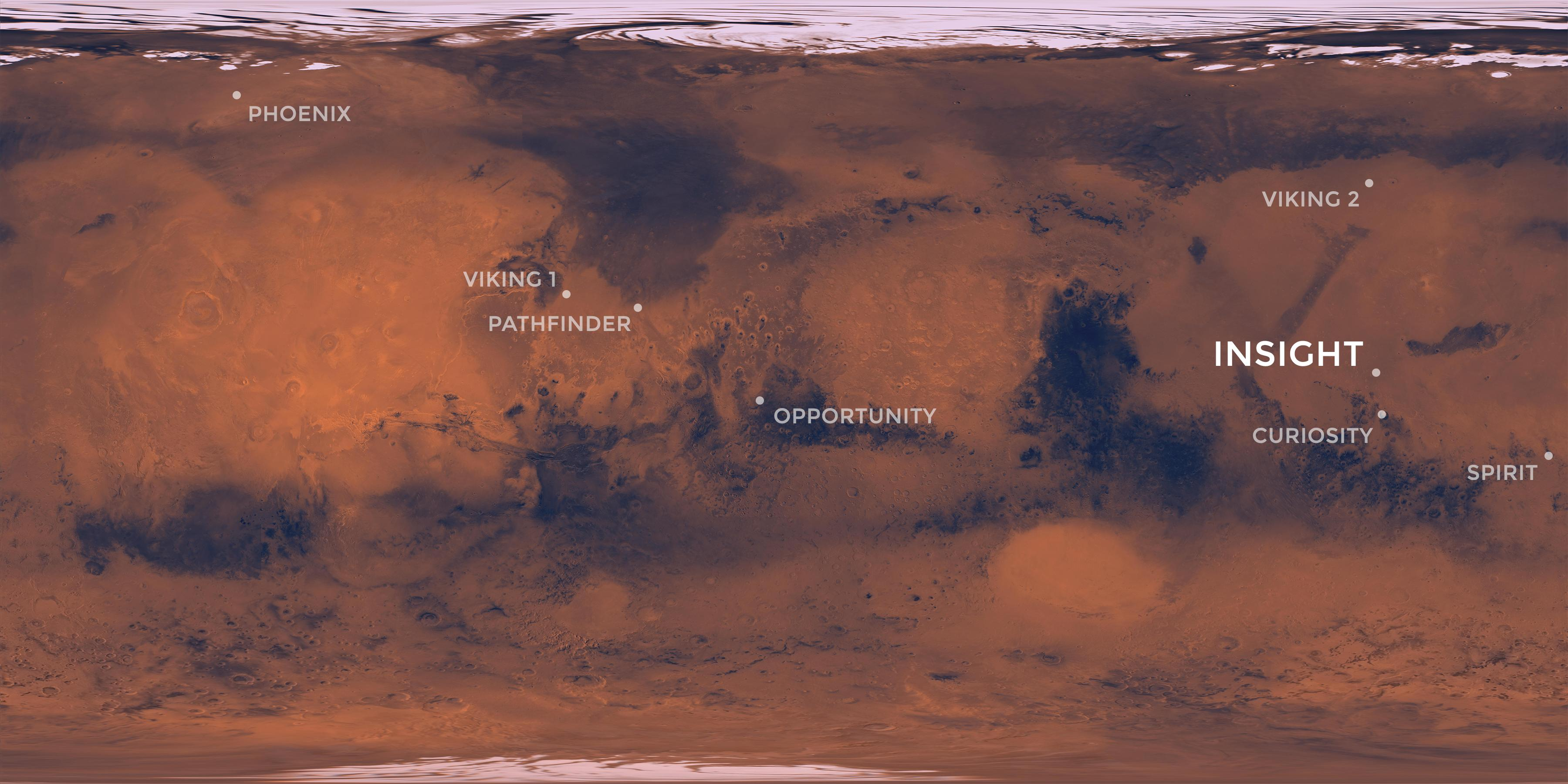
洞察号预订着陆区域